# Gabi Riera
Pour les articles homonymes, voir Riera.
Gabriel Riera est un footballeur international andorran né le 21 août 1982 à Andorre-la-Vieille qui évolue actuellement à l'UE Engordany au poste d'attaquant. Il a fait ses débuts en équipe nationale en 2004.

## Carrière
- 2004 - 2005 : FC Andorra  Andorre
- 2005 - 2006 : FC Ranger's  Andorre
- 2006 - 2007 : Cádiz CF  Espagne
- 2007 - 2008 : CF Gimnástico Alcázar  Espagne
- 2008 - 2009 : CE Principat  Andorre
- Depuis 2009 : UE Sant Julià  Andorre